# الدوري الأوروغواياني لكرة القدم 2008–09
الدوري الأوروغواياني لكرة القدم 2008–09 (بالإسبانية: Campeonato Uruguayo de Primera División 2008-09)‏ هو الموسم 105 من  الدوري الأوروغواياني لكرة القدم. أقيم بتاريخ 23 أغسطس 2008، وأشرف على تنظيمه اتحاد أوروغواي لكرة القدم، وكان عدد الأندية المشاركة فيه  16، وفاز فيه ناسيونال مونتيفيديو.